# 上平站

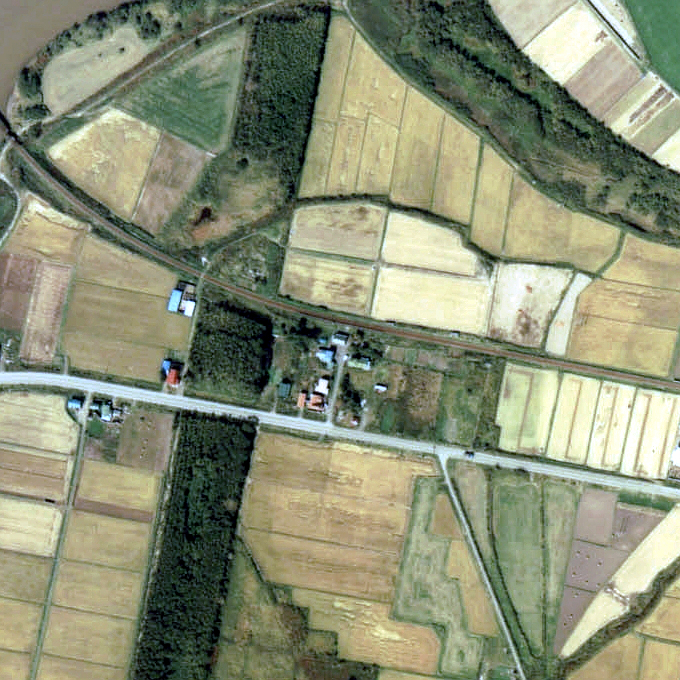
1977年的上平站與方圓約500米範圍。左邊是羽幌方向。當時設有1面1線的單式月台。在成為無人車站後，木製車站大樓還存在。在戰後已經看不到牲畜飼養場。在古丹別至上平之間，路軌與國道239號並行。左上方越過古丹別川後便進入苫前市區。周邊是田園地帶。

上平站（日语：／ Uehira eki */?）是位於北海道苫前郡苫前町字上平，日本國有鐵道（國鐵）的羽幌線車站（廢站）。隨著羽幌線廢線，車站在1987年（昭和62年）3月30日廢除。
部分普通列車通過此站，在1986年（昭和61年）11月1日時間表修正中（廢除前的時間表），下行1班列車通過車站（為急行「羽幌」後續列車，只停靠主要車站。上行停車））。

## 歷史
- 1932年（昭和7年）9月1日 - 鐵道省羽幌線古丹別站至羽幌站之間開通，此站啟用[1]。當時為一般站[1]。
- 1949年（昭和24年）6月1日 - 日本國有鐵道成立，成為日本國有鐵道車站。
- 1960年（昭和35年）9月15日 - 結束處理貨物。
- 1964年（昭和39年）4月1日 - 成為業務委託車站[1]。
- 1972年（昭和47年）2月8日 - 結束處理行李[3]，同時成為無人車站[4]。
- 1987年（昭和62年）3月30日 - 羽幌線全線廢除，此站也廢除[1]。

## 車站構造
截至車站廢除前，車站是一座地面車站，設有1面1線的單式月台。月台位於路軌南邊（幌延方向的列車開會開啟左邊車門）。
此站是無人車站。在有人車站時代還有車站大樓。車站大樓位於站內西邊，與月台有一段距離。站前廣場的開口部分被板圍封。

## 站名的由來
車站名稱取自地名。地方名「上平」源自阿伊努語的「ウェンピラ」（wen pira），其意思是壞崖，後來演變為「ウエヒラ」。

## 車站周邊
- 北海道道747號上羽幌羽幌停車場線（日语：北海道道747号上羽幌羽幌停車場線）
- 國道232號（日语：国道232号）（天賣國道/日本海奧羅龍線（日语：日本海オロロンライン））
- 國道239號（日语：国道239号）（霧立國道）
- 上平共同使用模範牧場 - 距離車站約0.5公里[5]。
- 苫前川
- 古丹別川

## 現況
截至2011年（平成23年），車站已經沒有任何痕蹟。截至2017年（平成29年），車站遺址變成農地。

## 相鄰車站
日本國有鐵道
羽幌線
古丹別－上平－苫前

## 注腳
1. 1 2 3 4 5 6 7  石野哲（編）. . JTB. 1998: 871. ISBN 978-4-533-02980-6 （日语）.
2. ↑  時刻表《JNR編集 時刻表 1987年4月号》（弘濟出版社，1987年4月發行）JR新聞13頁。
3. ↑  . 官報. 1972-02-08 （日语）.
4. 1 2  . 鐵道公報 (日本國有鐵道總裁室文書課). 1972-02-08: 2 （日语）.
5. 1 2  書籍《国鉄全線各駅停車1 北海道690駅》（小學館，1983年7月發行）200頁。
6. ↑  書籍《追憶の鉄路 北海道廃止ローカル線写真集》（著：工藤裕之，北海道新聞社，2011年12月發行）85頁。
7. ↑  書籍《北海道の鉄道廃線跡》（著：本久公洋，北海道新聞社，2011年9月發行）215頁。

## 外部連結
- 羽幌線廢線跡調査 （页面存档备份，存于）（日語）